# Hańsk
Hańsk è un comune rurale polacco del distretto di Włodawa, nel voivodato di Lublino.
Ricopre una superficie di 179,43 km² e nel 2004 contava 3 932 abitanti.